# Michelle J. Howard

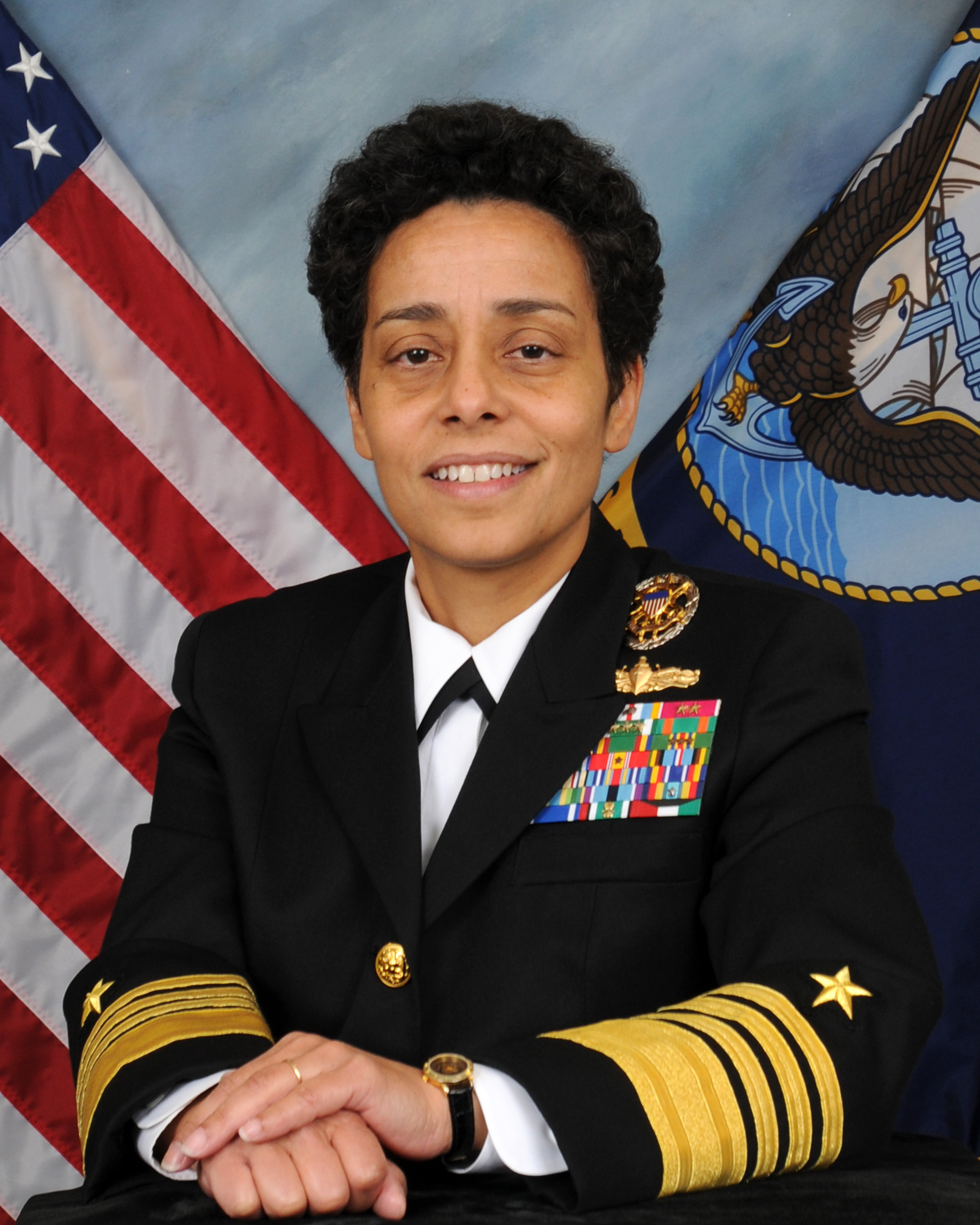
Michelle Howard (2014)

Michelle Janine Howard (* 30. April 1960 in Riverside County, Kalifornien) ist ein ehemaliger Admiral der United States Navy (USN). Vom 7. Juni 2016 bis zum 26. Oktober 2017 war sie Befehlshaberin der U.S. Naval Forces Europe (USNAVEUR), der U.S. Naval Forces Africa (USNAVAF) und des Allied Joint Force Command Naples (JFC Naples); zuvor diente sie vom 1. Juli 2014 an als stellvertretende Stabschefin für Marineoperationen (engl. Vice Chief of Naval Operations, VCNO).
Howard war die erste Frau, die in der USN den Rang eines Admirals innehatte, darüber hinaus die erste Afroamerikanerin, die ein Schiff der US-Marine kommandierte (Rushmore).

## Ausbildung und Karriere
Howard wurde 1960 als Tochter eines Stabsfeldwebels der U.S. Air Force auf der March Air Reserve Base in Riverside County, Kalifornien, geboren und besuchte bis 1978 die High School in Aurora, Colorado; 1982 schloss sie ein Studium an der United States Naval Academy in Annapolis, Maryland, ab.
1990 nahm sie als Chefingenieurin der USS Mount Hood am Zweiten Golfkrieg teil.
Am 12. März 1999 übernahm sie das Kommando über die USS Rushmore.

## Dienst als Flaggoffizier

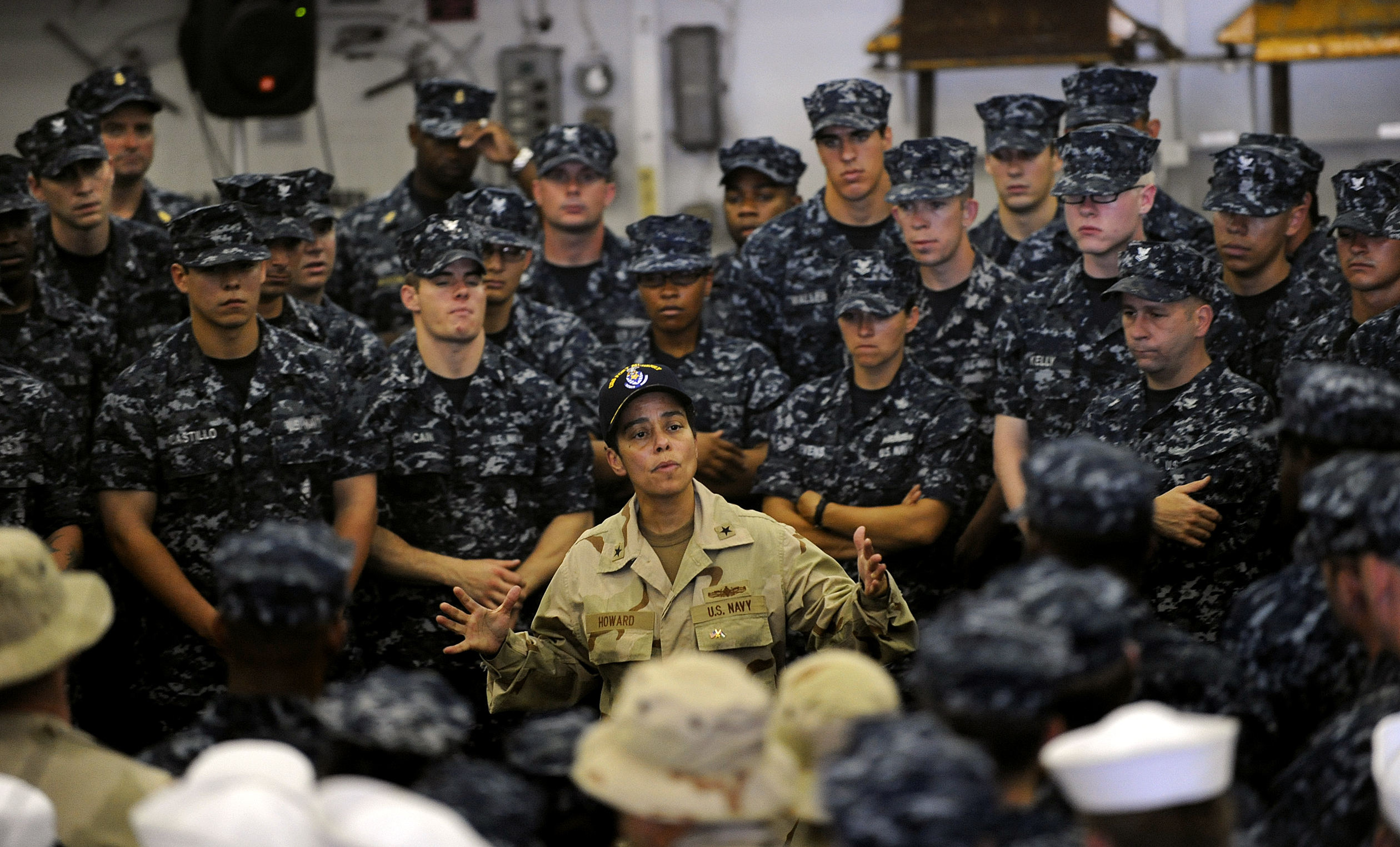
Howard (hier als Flottillenadmiral) im Gespräch mit Navy-Angehörigen während eines Besuchs auf der Fort McHenry, Juli 2009

Zwischen Januar 2007 und Januar 2009 war Howard Beraterin des Marineministers und wurde in dieser Funktion im September 2007 zum Flottillenadmiral befördert. Anschließend diente sie unter Beförderung zum Konteradmiral von August 2010 bis Juli 2012 als Stabschefin des Direktors für Strategic Plans and Policy (J-5) im Vereinigten Generalstab.
Von August 2012 bis Juli 2013 diente sie im Range eines Vizeadmirals zunächst als stellvertretende Befehlshaberin des U.S. Fleet Forces Command in Norfolk, Virginia, anschließend als stellvertretende Stabschefin für Marineoperationen der Abteilung Operations, Plans and Strategy (N3/N5) im Pentagon.
Am 13. Dezember 2013 nominierte US-Präsident Barack Obama Howard für die Nachfolge von Mark E. Ferguson, der seinerseits das Kommando über die U.S. Naval Forces Europe (NAVEUR) übernahm, als stellvertretende Stabschefin für Marineoperationen. Der US-Senat bestätigte die Nominierung bereits eine Woche später.
Howard trat die Position am 1. Juli 2014 an; im Rahmen der Kommandoübergabe wurde sie zum Admiral befördert.
Ab dem 7. Juni 2016 war Howard Befehlshaberin der U.S. Naval Forces Europe (USNAVEUR), der U.S. Naval Forces Africa (USNAVAF) und des Allied Joint Force Command Naples (JFC Naples). In dieser Dienststellung war sie wiederum Nachfolgerin von Mark Ferguson, der 2016 in den Ruhestand trat.
Am 26. Oktober 2017 übergab Howard das Kommando an Admiral James G. Foggo III. und trat in den Ruhestand.

## Beförderungen
| Rang                      | Datum             |
| ------------------------- | ----------------- |
| Ensign                    | 1982              |
| Lieutenant Junior Grade   | n/a               |
| Lieutenant                | n/a               |
| Lieutenant Commander      | n/a               |
| Commander                 | n/a               |
| Captain                   | n/a               |
| Rear Admiral (lower half) | 1. September 2007 |
| Rear Admiral (upper half) | 1. August 2010    |
| Vice Admiral              | 24. August 2012   |
| Admiral                   | 1. Juli 2014      |

## Auszeichnungen

### Auszeichnungen der Streitkräfte
Auswahl der Dekorationen, sortiert in Anlehnung an die Order of Precedence of Military Awards:
- Navy Distinguished Service Medal
- Defense Superior Service Medal mit einem goldenen Stern
- Legion of Merit mit drei goldenen Sternen
- Meritorious Service Medal
- Navy & Marine Corps Commendation Medal mit drei goldenen Sternen
- Navy & Marine Corps Achievement Medal
- National Defense Service Medal mit einem goldenen Stern
- Southwest Asia Service Medal

### Sonstige Auszeichnungen
Im Februar 2013 wurde Howard mit dem von der Bürgerrechtsorganisation National Association for the Advancement of Colored People (NAACP) vergebenen NAACP Chairman's Award ausgezeichnet.